# Les Grandes Claques
Pour plus de détails, voir Fiche technique et Distribution.
Les Grandes Claques est un court métrage canadien écrit et réalisé par Annie St-Pierre, mettant en vedette Steve Laplante, Lilou Roy-Lanouette et Larissa Corriveau. Le film a été présenté en première mondiale le 28 janvier 2021 au Festival du film de Sundance,,.

## Fiche technique
- Titre original : Les Grandes Claques
- Titre anglais : Like The Ones I Used to Know
- Réalisation et scénario : Annie St-Pierre
- Direction de la photographie : Etienne Roussy
- Costumes : Gabrielle Lauzier
- Maquillage : Léonie Lévesque Robert
- Coiffure : Josianne Cournoyer
- Montage : Myriam Magassouba
- Son : Jean-Sébastien Beaudoin-Gagnon, Marie-Pierre Grenier et Bernard Gariépy Strobl
- Direction artistique : Frédéric Devost
- Production : Fanny Drew et Sarah Mannering
- Société de production : Colonelle films
- Société de distribution : h264 Distribution
- Pays d'origine : Canada
- Langues originales : français
- Format : Couleur - numérique
- Genre : Comédie dramatique
- Durée : 18 minutes

## Distribution
- Steve Laplante
- Lilou Roy-Lanouette
- Larissa Corriveau
- Amélie Grenier
- Jérémie Jacob
- Laurent Lemaire

## Inspiration
Les Grandes Claques est inspiré de moments et d'émotions vécus par la réalisatrice, sans toutefois être autobiographique. Il y a plusieurs années, on lui a proposé d'écrire un film de Noël avec un collectif d'artistes et, bien qu'il n'ait jamais été réalisé, l'idée lui est restée en tête. La réalisatrice s'intéresse aux moments de transition dans la vie, l'humiliation, les sentiments mitigés et la douce cruauté de la vie ordinaire,.
Je me suis inspirée d’émotions vécues pour raconter ce moment où l’enfant perd sa naïveté et doit acquérir une nouvelle empathie afin de soutenir son parent. C’est aussi un coming of age pour son père, qui approfondit avec courage le lien avec sa fille, au risque d’être humilié. — Annie St-Pierre

## Festivals et récompenses
Le film a été présenté en première mondiale au Festival du film de Sundance 2021 le 28 du mois de janvier de la même année,. Il sera présenté en première européenne au Festival du film de Tampere en mars 2021. Il sera ensuite présenté au Festival South by Southwest (SXSW) en mars 2021,.
| Année | Festival                     | Prix / Catégories          | Statut     |
| ----- | ---------------------------- | -------------------------- | ---------- |
| 2021  | Festival du film de Sundance | Meilleur Court métrage     | Nomination |
| 2021  | South by Southwest           | Meilleur Court métrage     | Nomination |
| 2021  | Tampere film festival        | Compétition internationale | Nomination |